# Mihajlo Pjanović
Mihajlo Pjanović (in serbo Михајло Пјановић?; Prijepolje, 13 febbraio 1977) è un ex calciatore serbo, di ruolo attaccante.

## Carriera
Debutta da professionista nel 1995, con l'OFK Belgrado, dove rimane fino al gennaio del 1999, mettendo a segno 19 gol in 82 incontri, prima di trasferirsi alla Stella Rossa, di cui diventa uno dei punti di forza per quattro stagioni segnando ben 78 gol con i biancorossi di Belgrado, vincendo due campionati della RF di Jugoslavia e tre Coppe di Jugoslavia.
Nell'estate del 2003 si trasferisce in Russia, allo Spartak Mosca, ma i continui infortuni ne limitano grandemente le prestazioni.
Nel 2007 si trasferisce al Rostov.

## Palmarès

### Club

#### Competizioni nazionali
- Campionato serbo-montenegrino: 2

Stella Rossa: 1999-2000, 2000-2001
- Coppa di Serbia e Montenegro: 3

Stella Rossa: 1998-1999, 1999-2000, 2001-2002
- Coppa di Russia: 1

Spartak Mosca: 2002-2003